# ديفيد ك. ستيوارت
ديفيد ك. ستيوارت (بالإنجليزية: David K. Stewart)‏ هو مصور سينمائي أمريكي، ولد في 27 أغسطس 1937 في جيفرسونفيلي في الولايات المتحدة، وتوفي في 16 أكتوبر 1997 في لوس أنجلوس في الولايات المتحدة.

## وصلات خارجية
- ديفيد ك. ستيوارت على موقع IMDb (الإنجليزية)
- ديفيد ك. ستيوارت على موقع ألو سيني (الفرنسية)